# Nébuleuse de l'Œuf
Ne doit pas être confondu avec nébuleuse de l'Œuf pourri ou Nébuleuse de l'Œuf au plat.
La nébuleuse de l'Œuf (appelée également l'Œuf ou l'Œuf du Cygne ; RAFGL 2688 et CRL 2688) est une protonébuleuse planétaire bipolaire située à environ 3000 années-lumière de la Terre.
La particularité de la nébuleuse de l'Œuf est la série d'arcs et de cercles brillants entourant l'étoile centrale. Une épaisse couche de gaz et de poussières enserre l'étoile centrale, empêchant sa lumière directe de nous parvenir. Cependant, la lumière de l'étoile pénètre les régions les plus minces de cet enclos poussiéreux, illuminant les couches externes de gaz pour créer les arcs visibles sur les photographies.
L'enclos poussiéreux autour de l'étoile centrale est très probablement un disque. Les jets bipolaires visibles sur les images montrent que le système possède un moment angulaire, qui est très probablement créé par un disque d'accrétion. De plus, une géométrie en forme de disque expliquerait l'épaisseur variable de l'enclos qui permet à la lumière de l'étoile de s'échapper le long de l'axe du disque et d'illuminer les couches externes de gaz, mais la cache encore de notre vue directe à travers le bord du disque. Bien que la présence de disques de poussières ait été confirmée autour de plusieurs objets post-AGB (S. De Ruyter et al., 2006), celle d'un disque autour de la nébuleuse de l'Œuf n'a pas encore été confirmée.
La nébuleuse de l'Œuf a été photographiée en 1996 par la Wide Field and Planetary Camera 2 (caméra à grand champ) du télescope spatial Hubble.